# Noruega en el Festival de la Canción de Eurovisión 2019
Noruega participó en el LXIV Festival de la Canción de Eurovisión, que se celebró en Tel Aviv, Israel del 14 al 18 de mayo del 2019. La televisora noruega NRK confirmó en enero de 2018 la realización del Melodi Grand Prix como su método de selección de cara al festival de 2019, manteniendo la estructura de los últimos años, de una final única con 10 participantes. El 2 de marzo de 2019, fue seleccionado el grupo KEiiNO con la canción electropop «Spirit in the Sky». Finalmente, en el festival lograron clasificar a la final, tras posicionarse en 7.ª posición con 210, ganando de manera sorpresiva el televoto con 170 puntos, y obteniendo 40 puntos del jurado profesional. En la final se posicionaron en 6° lugar con 331 puntos, tras ganar de nueva cuenta la votación del público con 291 puntos (incluyendo 8 máximas puntuaciones) y consiguiendo 40 puntos del jurado profesional.

## Historia de Noruega en el Festival
Noruega debutó en 1960, habiendo participado en 57 ocasiones desde entonces. El país ha ganado en tres ocasiones: en 1985 con Bobbysocks! y la canción «La det swinge»; en 1995 con la canción seminstrumental «Nocturne» del grupo Secret Garden y por último en 2009, con Alexander Rybak y «Fairytale» siendo esta última la canción con la mayor puntuación de la historia (387 puntos) hasta el cambio de formato en la votación de 2016. En contraste, Noruega se ha posicionado último en 11 ocasiones, incluyendo cuatro con cero puntos. 
Desde la introducción de las semifinales en 2004, Noruega solo ha sido eliminada en esta instancia en 3 ocasiones: 2007, 2011 y 2016. En 2018, Alexander Rybak representó por segunda vez al país con el tema «That's How You Write a Song», obteniendo la 15.ª posición con 144 puntos.

## Representante para Eurovisión

### Melodi Grand Prix2019
En enero de 2018, Noruega confirmó la realización del Melodi Grand Prix 2019 con el cual elegirían a su representante en la 64.ª edición del festival. El periodo de recepción de las canciones fue entre el 31 de enero y el 26 de septiembre de 2018, habiéndose recibido más de 1000 canciones. El 25 de enero de 2019, en una conferencia de prensa, fueron anunciadas las 10 canciones participantes. La competencia consistió en una sola final con 3 fases de votación; la primera, en la que se presentaban las 10 candidaturas y se someterían a una votación a 50/50 entre el jurado internacional y el público. En esta ronda, cada jurado profesional votaba las canciones con el mismo sistema de Eurovisión: 12, 10 y 8-1 puntos. El público repartía la misma cantidad de la totalidad de los jurados (580 puntos) en función del porcentaje de votos que recibieran (por ejemplo, si una canción recibía el 10% de votos, recibía el 10% de 580 puntos: 58). 
Las 4 canciones más puntuadas avanzaban a la "Final de Oro". En esta segunda ronda, los 4 finalistas se repartían en dos duelos, en los cuales, la canción más votada por el público pasaba a la siguiente ronda: "El Duelo de Oro". En esta última fase, al igual que la anterior, los dos finalistas se volvían a someter a votación del público, donde el más votado se declaraba ganador del festival y representante de Noruega en Eurovisión.

#### Candidaturas
| Artista           | Canción (Traducción)                       | Compositor(es)                                                                                  |
| ----------------- | ------------------------------------------ | ----------------------------------------------------------------------------------------------- |
| Adrian Jørgensen  | "The Bubble" (La Burbuja)                  | Jonas McDonnell, Aleksander Walmann, Kjetil Mørland                                             |
| Anna-Lisa Kumoji  | "Holla"                                    | Ashley Hicklin, Jeroen Swinnen, Maria Broberg                                                   |
| Carina Dahl       | "Hold Me Down" (Mantenme abajo)            | Ashley Hicklin, Jeroen Swinnen, Pele Loriano, Laurell Barker, Laura Groeseneken                 |
| Chris Medina      | "We Try" (Intentamos)                      | Chris Medina, Jason Gill, Tormod Løkling, Julimar Santos                                        |
| D'Sound           | "Mr. Unicorn" (Sr. Unicornio)              | Kim Ofstad, Jonny Sjo, Mirjam Omdal, Magnus Martinsen, Tormod Martinsen                         |
| Erlend Bratland   | "Sing For You" (Cantar para ti)            | Erlend Bratland, Arvid Solvang, Nils Egil Brandsæter                                            |
| Hank von Hell     | "Fake It" (Falsificalo)                    | Hans Erik Husby, Andreas Werling                                                                |
| Ingrid Berg Mehus | "Feel" (Sentir)                            | Ingrid Berg Mehus, Bjørnar Hopland, Anthony Modebe                                              |
| KEiiNO            | "Spirit in the Sky" (Espíritu en el cielo) | Tom Hugo Hermansen, Fred-René Buljo, Alexandra Rotan, Henrik Tala, Alex Olsson, Rüdiger Schramm |
| Mørland           | "En livredd mann" (Un hombre aterrorizado) | Kjetil Mørland                                                                                  |

#### Final
La final tuvo lugar en el Oslo Spektrum el 2 de marzo de 2019, siendo presentado por Heidi Ruud Ellingsen y Kåre Magnus Bergh.
| N.º | Artista           | Canción             | Resultado   |
| --- | ----------------- | ------------------- | ----------- |
| 1   | Chris Medina      | "We Try"            | Eliminado   |
| 2   | D'Sound           | "Mr. Unicorn"       | Clasificado |
| 3   | Mørland           | "En livredd mann"   | Eliminado   |
| 4   | Anna-Lisa Kumoji  | "Holla"             | Clasificado |
| 5   | Erlend Bratland   | "Sing For You"      | Eliminado   |
| 6   | Ingrid Berg Mehus | "Feel"              | Eliminado   |
| 7   | Hank von Hell     | "Fake It"           | Eliminado   |
| 8   | Carina Dahl       | "Hold Me Down"      | Eliminado   |
| 9   | Adrian Jørgensen  | "The Bubble"        | Clasificado |
| 10  | KEiiNO            | "Spirit in the Sky" | Clasificado |

#### Final de Oro
| N.º | Artista          | Canción             | Votos          | Lugar |
| --- | ---------------- | ------------------- | -------------- | ----- |
| 1   | D'Sound          | "Mr. Unicorn"       | 11,123 (6.5%)  | 3     |
| 2   | Anna-Lisa Kumoji | "Holla"             | 6,718 (3.9%)   | 4     |
| 3   | Adrian Jørgensen | "The Bubble"        | 55,794 (32.4%) | 2     |
| 4   | KEiiNO           | "Spirit in the Sky" | 98,328 (57.2%) | 1     |

#### Duelo de Oro
| N.º | Artista          | Canción             | Votos           | Lugar |
| --- | ---------------- | ------------------- | --------------- | ----- |
| 1   | Adrian Jørgensen | "The Bubble"        | 162,608 (41.2%) | 2     |
| 2   | KEiiNO           | "Spirit in the Sky" | 231,937 (58.8%) | 1     |

## En Eurovisión

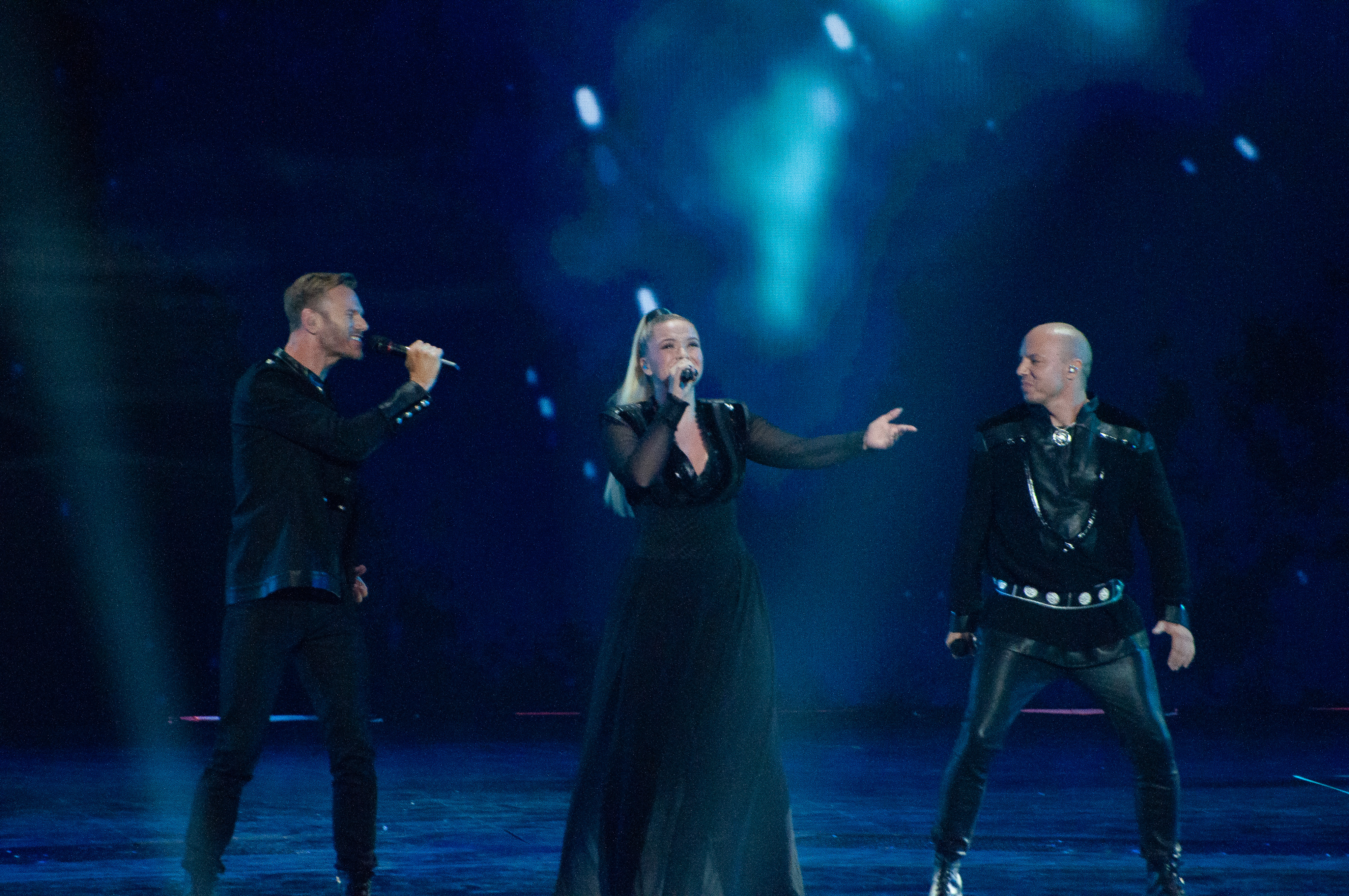
KEiiNO durante un ensayo de la segunda semifinal.

De acuerdo a las reglas del festival, todos los concursantes inician desde las semifinales, a excepción del anfitrión (en este caso, Israel) y el Big Five compuesto por Alemania, España, Francia, Italia y Reino Unido. En el sorteo realizado el 28 de enero de 2019, Noruega fue sorteado en la segunda semifinal del festival. En este mismo sorteo, se determinó que participaría en la segunda mitad de la semifinal (posiciones 10-18). Semanas después, ya conocidos los artistas y sus respectivas canciones participantes, la producción del programa dio a conocer el orden de actuación, determinando que Noruega participará en la decimoquinta posición, precedido por Albania y seguido de Países Bajos.
Los comentarios para Noruega en el canal principal corrieron por parte de Olav Viksmo-Slettan. El portavoz de la votación del jurado profesional noruego fue Alexander Rybak, quien previamente había representado al país en 2009 y 2018.

### Semifinal 2
Noruega tomó parte de los primeros ensayos los días 7 y 11 de mayo; así como de los ensayos generales de la semifinal los días 15 y 16. El ensayo general de la tarde del 16 fue tomado en cuenta por los jurados profesionales para emitir sus votos, que representan el 50% de los puntos. Noruega se presentó en la decimoquinta posición, detrás de Países Bajos y por delante de Albania. Su presentación fue una de las más sencillas de la edición, presentándose únicamente el trío sin algún figurante más, con fondos representando auroras boreales hechos en computadora así como símbolos lapones, que hacían juego con la iluminación en tonos azules, verdes y morados. Aun así, su presentación fue una de las más aplaudidas por el público. 
Al final del show, Noruega fue anunciada como una de las naciones finalistas. Los resultados revelados una vez terminado el festival, posicionaron a Noruega en 7° lugar con 210 puntos, habiendo obtenido la máxima puntuación del público, 170 puntos y 40 del jurado profesional.

### Final
Durante la rueda de prensa de los ganadores de la segunda semifinal, se realizó el sorteo en el que se decidió en que mitad participaría cada finalista. Noruega fue sorteado para participar en la segunda mitad de la final. El orden de actuación revelado durante la madrugada del viernes 17 de mayo, en el que se decidió que Noruega debía actuar en la posición 15 por delante de Israel y detrás del Reino Unido. El trío noruego tomó parte de los ensayos generales del 17 y 18 de mayo, dentro de los cuales, el ensayo general de la tarde del 17 fue tomado en cuenta por los jurados profesionales para emitir sus votos, que representan el 50% de los puntos.
Durante la primera votación, obtuvo 40 puntos del jurado, posicionándose en 18° lugar. Sin embargo, el público los posicionó en 1° lugar con 291 puntos, obteniendo además 8 máximas puntuaciones. Finalmente Noruega se posicionó en 6° lugar con 331 puntos. 

### Votación

#### Votación otorgada a Noruega

##### Semifinal 2
| Jurado                                        | Jurado                                                         | Jurado                                        | Jurado     | Jurado               |
| 12 puntos                                     | 10 puntos                                                      | 8 puntos                                      | 7 puntos   | 6 puntos             |
| --------------------------------------------- | -------------------------------------------------------------- | --------------------------------------------- | ---------- | -------------------- |
|                                               |                                                                | - Dinamarca                                   | - Irlanda  | - Suiza              |
| 5 puntos                                      | 4 puntos                                                       | 3 puntos                                      | 2 puntos   | 1 punto              |
| - Suecia                                      | - Malta                                                        | - Austria - Moldavia                          | - Alemania | - Armenia - Lituania |
| Televoto                                      |                                                                |                                               |            |                      |
| 12 puntos                                     | 10 puntos                                                      | 8 puntos                                      | 7 puntos   | 6 puntos             |
| - Albania - Dinamarca - Países Bajos - Suecia | - Alemania - Austria - Croacia - Irlanda - Suiza - Reino Unido | - Italia - Letonia - Lituania - Malta - Rusia |            |                      |
| 5 puntos                                      | 4 puntos                                                       | 3 puntos                                      | 2 puntos   | 1 punto              |
| - Armenia - Azerbaiyán - Rumania              | - Moldavia                                                     | - Macedonia del Norte                         |            |                      |

##### Final
| Jurado                                                                                        | Jurado                                                                      | Jurado                                                                   | Jurado                     | Jurado                 |
| 12 puntos                                                                                     | 10 puntos                                                                   | 8 puntos                                                                 | 7 puntos                   | 6 puntos               |
| --------------------------------------------------------------------------------------------- | --------------------------------------------------------------------------- | ------------------------------------------------------------------------ | -------------------------- | ---------------------- |
|                                                                                               |                                                                             |                                                                          | - Moldavia - Suiza         | - Irlanda              |
| 5 puntos                                                                                      | 4 puntos                                                                    | 3 puntos                                                                 | 2 puntos                   | 1 punto                |
| - Alemania - Dinamarca                                                                        | - Portugal - Suecia                                                         |                                                                          |                            | - Austria - Polonia    |
| Televoto                                                                                      |                                                                             |                                                                          |                            |                        |
| 12 puntos                                                                                     | 10 puntos                                                                   | 8 puntos                                                                 | 7 puntos                   | 6 puntos               |
| - Alemania - Australia - Dinamarca - Irlanda - Islandia - Países Bajos - Reino Unido - Suecia | - Estonia - Finlandia - Hungría - Israel - Italia - República Checa - Rusia | - Austria - Bielorrusia - Francia - Letonia - Lituania - Polonia - Suiza | - Bélgica - España - Malta | - Eslovenia - Portugal |
| 5 puntos                                                                                      | 4 puntos                                                                    | 3 puntos                                                                 | 2 puntos                   | 1 punto                |
| - Albania - Armenia - Croacia - Macedonia del Norte                                           | - Rumania - Serbia                                                          | - Moldavia - San Marino                                                  |                            | - Azerbaiyán - Chipre  |

#### Votación realizada por Noruega
| Puntos    | Jurado              | Televoto            |
| --------- | ------------------- | ------------------- |
| 12 puntos | Suecia              | Lituania            |
| 10 puntos | Países Bajos        | Suecia              |
| 8 puntos  | Suiza               | Dinamarca           |
| 7 puntos  | Macedonia del Norte | Suiza               |
| 6 puntos  | Azerbaiyán          | Azerbaiyán          |
| 5 puntos  | Dinamarca           | Países Bajos        |
| 4 puntos  | Malta               | Rusia               |
| 3 puntos  | Rusia               | Malta               |
| 2 puntos  | Moldavia            | Albania             |
| 1 punto   | Letonia             | Macedonia del Norte |

| Puntos    | Jurado              | Televoto     |
| --------- | ------------------- | ------------ |
| 12 puntos | República Checa     | Suecia       |
| 10 puntos | Macedonia del Norte | Islandia     |
| 8 puntos  | Suecia              | Países Bajos |
| 7 puntos  | Países Bajos        | Italia       |
| 6 puntos  | Suiza               | Suiza        |
| 5 puntos  | Azerbaiyán          | Dinamarca    |
| 4 puntos  | Dinamarca           | Australia    |
| 3 puntos  | Italia              | Azerbaiyán   |
| 2 puntos  | Reino Unido         | Estonia      |
| 1 punto   | Chipre              | Rusia        |

#### Desglose
El jurado noruego fue conformado por:
- Knut Bjørnar Asphol – presidente del jurado – músico, productor musical, letrista
- Finn-Ulrik Berntsen – productor musical
- Jenny Jenssen – artista
- Kamilla Wigestrand – artista, letrista
- Maiken Kroken – músico, cantante y entrenador vocal

| Semifinal 2 | Semifinal 2         | Semifinal 2                | Semifinal 2                | Semifinal 2                | Semifinal 2                | Semifinal 2                | Semifinal 2                | Semifinal 2                | Semifinal 2                | Semifinal 2                |
| N.º         | País                | Jurado                     | Jurado                     | Jurado                     | Jurado                     | Jurado                     | Jurado                     | Jurado                     | Televoto                   | Televoto                   |
| N.º         | País                | R. Hashimov                | E. Useynov                 | T. Agayeva                 | U. Karimova                | Y. Jabbarov                | Ranking                    | Puntos                     | Ranking                    | Puntos                     |
| ----------- | ------------------- | -------------------------- | -------------------------- | -------------------------- | -------------------------- | -------------------------- | -------------------------- | -------------------------- | -------------------------- | -------------------------- |
| 01          | Armenia             | 9                          | 17                         | 7                          | 17                         | 16                         | 14                         |                            | 16                         |                            |
| 02          | Irlanda             | 15                         | 16                         | 17                         | 15                         | 17                         | 17                         |                            | 15                         |                            |
| 03          | Moldavia            | 8                          | 14                         | 8                          | 11                         | 6                          | 9                          | 2                          | 14                         |                            |
| 04          | Suiza               | 5                          | 2                          | 3                          | 4                          | 5                          | 3                          | 8                          | 4                          | 7                          |
| 05          | Letonia             | 11                         | 15                         | 15                         | 3                          | 14                         | 10                         | 1                          | 12                         |                            |
| 06          | Rumania             | 14                         | 11                         | 11                         | 7                          | 9                          | 11                         |                            | 13                         |                            |
| 07          | Dinamarca           | 7                          | 10                         | 2                          | 13                         | 2                          | 6                          | 5                          | 3                          | 8                          |
| 08          | Suecia              | 2                          | 1                          | 5                          | 1                          | 1                          | 1                          | 12                         | 2                          | 10                         |
| 09          | Austria             | 17                         | 12                         | 12                         | 16                         | 13                         | 16                         |                            | 17                         |                            |
| 10          | Croacia             | 16                         | 9                          | 9                          | 8                          | 12                         | 12                         |                            | 11                         |                            |
| 11          | Malta               | 4                          | 8                          | 14                         | 12                         | 7                          | 7                          | 4                          | 8                          | 3                          |
| 12          | Lituania            | 10                         | 7                          | 13                         | 14                         | 15                         | 13                         |                            | 1                          | 12                         |
| 13          | Rusia               | 6                          | 6                          | 10                         | 10                         | 11                         | 8                          | 3                          | 7                          | 4                          |
| 14          | Albania             | 13                         | 13                         | 16                         | 9                          | 10                         | 15                         |                            | 9                          | 2                          |
| 15          | Noruega             | -------------------------- | -------------------------- | -------------------------- | -------------------------- | -------------------------- | -------------------------- | -------------------------- | -------------------------- | -------------------------- |
| 16          | Países Bajos        | 3                          | 3                          | 6                          | 2                          | 3                          | 2                          | 10                         | 6                          | 5                          |
| 17          | Macedonia del Norte | 12                         | 4                          | 1                          | 5                          | 4                          | 4                          | 7                          | 10                         | 1                          |
| 18          | Azerbaiyán          | 1                          | 5                          | 4                          | 6                          | 8                          | 5                          | 6                          | 5                          | 6                          |

| Final | Final               | Final                      | Final                      | Final                      | Final                      | Final                      | Final                      | Final                      | Final                      | Final                      |
| N.º   | País                | Jurado                     | Jurado                     | Jurado                     | Jurado                     | Jurado                     | Jurado                     | Jurado                     | Televoto                   | Televoto                   |
| N.º   | País                | R. Hashimov                | E. Useynov                 | T. Agayeva                 | U. Karimova                | Y. Jabbarov                | Ranking                    | Puntos                     | Ranking                    | Puntos                     |
| ----- | ------------------- | -------------------------- | -------------------------- | -------------------------- | -------------------------- | -------------------------- | -------------------------- | -------------------------- | -------------------------- | -------------------------- |
| 01    | Malta               | 13                         | 7                          | 13                         | 13                         | 7                          | 11                         |                            | 12                         |                            |
| 02    | Albania             | 23                         | 16                         | 23                         | 19                         | 23                         | 22                         |                            | 18                         |                            |
| 03    | República Checa     | 1                          | 1                          | 2                          | 3                          | 3                          | 1                          | 12                         | 13                         |                            |
| 04    | Alemania            | 20                         | 10                         | 21                         | 15                         | 17                         | 17                         |                            | 24                         |                            |
| 05    | Rusia               | 7                          | 14                         | 8                          | 12                         | 16                         | 13                         |                            | 10                         | 1                          |
| 06    | Dinamarca           | 10                         | 11                         | 4                          | 9                          | 4                          | 7                          | 4                          | 6                          | 5                          |
| 07    | San Marino          | 24                         | 17                         | 24                         | 24                         | 25                         | 24                         |                            | 15                         |                            |
| 08    | Macedonia del Norte | 12                         | 3                          | 1                          | 2                          | 2                          | 2                          | 10                         | 17                         |                            |
| 09    | Suecia              | 3                          | 4                          | 5                          | 5                          | 1                          | 3                          | 8                          | 1                          | 12                         |
| 10    | Eslovenia           | 16                         | 19                         | 22                         | 14                         | 21                         | 20                         |                            | 16                         |                            |
| 11    | Chipre              | 6                          | 12                         | 14                         | 20                         | 5                          | 10                         | 1                          | 19                         |                            |
| 12    | Países Bajos        | 4                          | 2                          | 10                         | 4                          | 12                         | 4                          | 7                          | 3                          | 8                          |
| 13    | Grecia              | 25                         | 25                         | 25                         | 22                         | 24                         | 25                         |                            | 25                         |                            |
| 14    | Israel              | 18                         | 23                         | 17                         | 17                         | 20                         | 21                         |                            | 21                         |                            |
| 15    | Noruega             | -------------------------- | -------------------------- | -------------------------- | -------------------------- | -------------------------- | -------------------------- | -------------------------- | -------------------------- | -------------------------- |
| 16    | Reino Unido         | 11                         | 13                         | 7                          | 6                          | 8                          | 9                          | 2                          | 22                         |                            |
| 17    | Islandia            | 15                         | 9                          | 11                         | 25                         | 22                         | 15                         |                            | 2                          | 10                         |
| 18    | Estonia             | 21                         | 8                          | 20                         | 11                         | 11                         | 14                         |                            | 9                          | 2                          |
| 19    | Bielorrusia         | 22                         | 18                         | 18                         | 16                         | 15                         | 19                         |                            | 23                         |                            |
| 20    | Azerbaiyán          | 2                          | 5                          | 6                          | 7                          | 14                         | 6                          | 5                          | 8                          | 3                          |
| 21    | Francia             | 14                         | 20                         | 15                         | 23                         | 18                         | 18                         |                            | 14                         |                            |
| 22    | Italia              | 8                          | 21                         | 16                         | 1                          | 13                         | 8                          | 3                          | 4                          | 7                          |
| 23    | Serbia              | 17                         | 22                         | 12                         | 18                         | 10                         | 16                         |                            | 20                         |                            |
| 24    | Suiza               | 5                          | 6                          | 3                          | 8                          | 6                          | 5                          | 6                          | 5                          | 6                          |
| 25    | Australia           | 9                          | 15                         | 9                          | 10                         | 9                          | 12                         |                            | 7                          | 4                          |
| 26    | España              | 19                         | 24                         | 19                         | 21                         | 19                         | 23                         |                            | 11                         |                            |